# Malpartida de la Serena
Malpartida de La Serena es un municipio y localidad española de la provincia de Badajoz, en la comunidad autónoma de Extremadura. El término municipal tiene una población de 518 habitantes (INE 2024).

## Toponimia
Es de la época de la fundación de Malpartida de La Serena de la que se conservan testimonios sobre los orígenes del nombre que se le dio al pueblo:
- En uno de ellos se afirma que el nombre de Malpartida le viene debido a que la fundación del pueblo se hizo sobre una alquería o quinta heredad de un caballero de apellido Malpartida.
- Por lo que consta en el otro, se sostiene que «...cierto caballero dueño y señor de un cortijo o quinta que había en este sitio, que habiéndose partido desde aquí para las conquistas de Andalucía con el rey Alfonso X El Sabio, le mataron a los primeros encuentros, de donde decían “mal partida tuvo”, y fundándose la población la llamaron Malpartida...»

## Geografía
La localidad, situada en la comarca de La Serena, en una zona de plantaciones agrícolas y extensiones ganaderas, está tipificado como villa. Antes perteneció a Castuera, hace 400 años, pero lograron independizarse pagándole al rey una tasa. Pertenece al partido judicial de Castuera.

## Historia

### Prehistoria
Los primeros hallazgos de actividad humana dentro del actual término municipal de Malpartida de la Serena habría que asignarlos posiblemente al periodo denominado achelense dentro del Paleolítico Inferior, caracterizado por el desarrollo de un instrumental lítico de gran tamaño compuesto fundamentalmente por bifaces, hendedores, raederas, que se correspondería a un grupo humano denominado por algunos autores como preneardental. Algunos de dichos instrumentos se han encontrado en terrazas de algunos importantes ríos como el Guadiana.
A la época posterior del Neolítico, que se desarrollaría en la península ibérica desde el 5 000 al 3 000 a. C., corresponderían los hallazgos de varias piedras pulimentadas. La tecnología de la pulimentación de origen neolítico perduró igualmente durante el Calcolítico (del IV milenio a. C. a los inicios del II milenio a. C. en el territorio peninsular) y la Edad del Bronce (desde comienzos del II milenio a. C. hasta el 800-700 a. C.) por lo cual no se puede descartar su presumible ubicación en estos períodos más recientes.

### Edad Antigua
Durante la segunda guerra púnica en el siglo III a. C., bajo el mandato de Augusto, se cree que los habitantes prerromanos de la zona fueron sometidos por los romanos.
Los romanos hicieron diversas divisiones territoriales en Hispania, nombre que dieron a la península ibérica. En el 197 se dividió en dos provincias:
- Hispania Citerior
- Hispania Ulterior, correspondiendo la actual localidad de Malpartida de La Serena y su término a esta última. Posteriormente en el mandato de Augusto (finales del s. I a. C.) la Hispania Ulterior se subdividió en dos nuevas provincias, la Baetica con capital en Corduba y la Lusitania con centro en Augusta Emerita (Mérida), pasando Malpartida de la Serena a ser parte de esta provincia.

En lo que se refiere a restos arqueológicos de esta época, la villa de Malpartida de la Serena tiene escasos. Un caso son las lápidas funerarias que pueden contemplarse en distintos lugares del municipio. La mejor conservada es la que sirve de dintel de una casa de la calle José Antonio, n.º 32 y que estaba dedicada a Lucila Norba. Se debe citar asimismo la que tiene inscrito el nombre de Cornelia Marcelia y que se sitúa en estos momentos en la Plaza de España, tras las obras de remodelación que se llevaron a cabo en 1995, después de pasar varios años al final de la calle Corazón de Jesús. Además existe otra, al igual que la anterior, emplazada en la Plaza de España, que lleva impresa la dedicatoria a Cornelio Equino. Aparte de lápidas, cabe la posibilidad de que varios sillones de piedra que se guardan en la casa de la panadería sean triclinios romanos (divanes para comer).

### Edad Media
El dominio islámico comenzó en el 711 con la conquista musulmana de la península ibérica que dio lugar al final del Reino visigodo y terminó con la caída del Reino Nazarí de Granada, último estado musulmán peninsular, en 1492 durante el mandato de los Reyes Católicos.
Las escasas manifestaciones de lo musulmán en Malpartida de la Serena se reducen a una serie de topónimos que han persistido en el tiempo y recuerdan aquella época, tales como la Calle Mora nombre dado antiguamente a la calle Corazón de Jesús, tal como consta en los Libros de Registro de nacimientos y defunciones del Registro Civil de esta población; el «Cerro Moro», donde se sitúa el depósito del agua que abastece a la localidad y otros que se pierden en medio de leyendas que hacen referencia a tesoros antiguos como se desprende del dicho popular «paparuco» -gentilicio de Malpartida de la Serena-: «Sierra del Oro, fuente Albalá, que ricas están».
El actual núcleo de población de Malpartida de la Serena, tal como lo conocemos hoy, tiene sus orígenes en lo que se denomina como la Reconquista, la larga lucha que se dio desde el siglo VIII al XV entre los reinos cristianos y musulmanes.
Según las noticias que se tienen, la fundación de la actual localidad de Malpartida de la Serena se efectuó hacia 1256, sobre unas alquerías preexistentes, y es atribuida al Maestre de la Orden de Alcántara García de Barrantes. Así pues la localidad quedó incluida en la jurisdicción del Priorato de Magacela, como aldea dependiente de Benquerencia.

### Edad Moderna y Contemporánea
El monumento más sobresaliente del pueblo es la iglesia dedicada a Nuestra Señora de la Asunción, patrona de Malpartida de la Serena. Este templo que se construyó entre fines del siglo XV y el siglo XVI y se sitúa en la plaza de España. El 2 de octubre de 1715 tuvo lugar un acontecimiento histórico para la villa de Malpartida de la Serena, ya que nació y fue bautizado en la parroquia el más ilustre malpartidense, Doménico Antonio Caracciolo, marqués de Villamaina (Italia).
A la caída del Antiguo Régimen la localidad se constituyó en municipio constitucional en la región de Extremadura, entonces conocido como Malpartida. Desde 1834 quedó integrado en el partido judicial de Castuera. En el censo de 1842 contaba con 426 hogares y 1546 vecinos.
Hacia mediados del siglo XIX, la villa tenía contabilizadas 350 casas. Aparece descrita en el decimoprimer volumen del Diccionario geográfico-estadístico-histórico de España y sus posesiones de Ultramar de Pascual Madoz de la siguiente manera:

MALPARTIDA DE LA SERENA: v. con ayunt. en la prov. de Badajoz (21 leg.), part. jud. de Castuera (1 1/2), aud. terr. de Cáceres (19), dióc. nullius, correspondiente á la Orden de Alcántara en su Priorato de Magacela (6), c. g. de Estremadura: sit. en un llano, es de clima templado, reinan los vientos S., O. y alguna vez el E., y se padecen tercianas. Tiene 350 casas, lo general muy ant. y de poco valor, en una plaza y 10 calles anchas y empedradas, con una plazuela en su centro desempedrada; hay casa de ayunt., pósito, y cárcel en un mismo edificio, escuela de niños, dotada con 2,733 rs. de los fondos públicos, á la que asisten 40; igl. parr. dedicada á la Asuncion de Ntra. Sra., con curato de entrada y provision de S. M., á propuesta del tribunal especial de las Ordenes militares como perteneciente á la de Alcántara; en los afueras al E. una ermita arruinada titulada de los Mártires, y al N. el cementerio. Se surte de aguas potables en una fuente en las inmediaciones, de buena calidad. Confina el térm. al N., O. y S. con el de Zalamea; E. Castuera, estendiendose 1 leg. próximamente de N. á S. y de E. á O., y comprende una deh. de propios con arbolado de encina, varios baldíos y rañas con cas. de labor: le baña un arroyuelo llamado Merdero, que nace en el sexmo de Zalamea, deh. de la Encomienda y entra en el Gualefra, sin servir para el riego por su escasez. El terreno es de inferior calidad. Los caminos vecinales. El correo se recibe en Zalamea, por balijero, tres veces á la semana. prod.: trigo, habas, cebada, centeno, avena, garbanzos, vino y aceite, pero de esta última especie se coge muy poco por ser el plantio muy pequeño; se mantiene ganado de cerda, lanar y el necesario de labor, y se cria caza menuda. pobl.: 426 vec., 1,546 alm. cap. prod.: 2.665,712 rs. imp.: 101,052. contr.: 13,550 rs. y 30 mrs. El presupuesto municipal 20,978 rs. y 22 mrs., del que se pagan 2,500 al secretario por su dotacion y se cubre de los fondos de propios y repartimiento vecinal.
(Madoz, 1848, p. 114)

#### Guerra civil española
Durante la guerra civil española tuvo lugar en Malpartida uno de los hechos más relatados por las personas que lo vivieron, la explosión de la parte superior de la torre de la Iglesia. Queda constatación documental de tal suceso por medio de una inscripción en el libro de Registro de Defunciones perteneciente al Registro Civil de Malpartida de la Serena, donde se da cuenta de la muerte de una persona en dicho hecho, Eduardo Chavero Grande, natural de esta localidad, de 27 años de edad, que falleció el 24 de julio de 1936, según se anota, «en la Torre de la Iglesia de esta villa debido a un derrumbamiento por una explosión de dinamita».
Prosiguiendo con las operaciones militares, por lo que se refiere a Extremadura, el ejército del Sur, mandado por Franco conquistó entre agosto y septiembre de 1936 la mayor parte del territorio extremeño, quedando únicamente en manos republicanas la parte oriental de la provincia de Badajoz, fundamentalmente las comarcas de la Serena -en la que se incluye Malpartida de la Serena- y la Siberia y algunos pueblos del este de la provincia cacereña, manteniéndose el frente sin variaciones significativas hasta julio de 1938.
La línea del frente de guerra quedó establecida en torno a las poblaciones de Peraleda del Zaucejo, Zalamea de LaSerena, Higuera de La Serena, Valle de La Serena, Don Benito, Mengabril, Medellín, Navalvillar de Pela, Casas de Don Pedro, Valdecaballeros y Alía, todas ellas poblaciones controladas por tropas republicanas.

## Demografía
Malpartida de la Serena cuenta con una población de 518 habitantes (INE 2024).
| Gráfica de evolución demográfica de Malpartida de La Serena entre 1842 y 2021                                                                                      |
| |
| Población de derecho según los censos de población del INE. Población de hecho según los censos de población del INE.En este censo se denominaba Malpartida: 1842. |

## Patrimonio

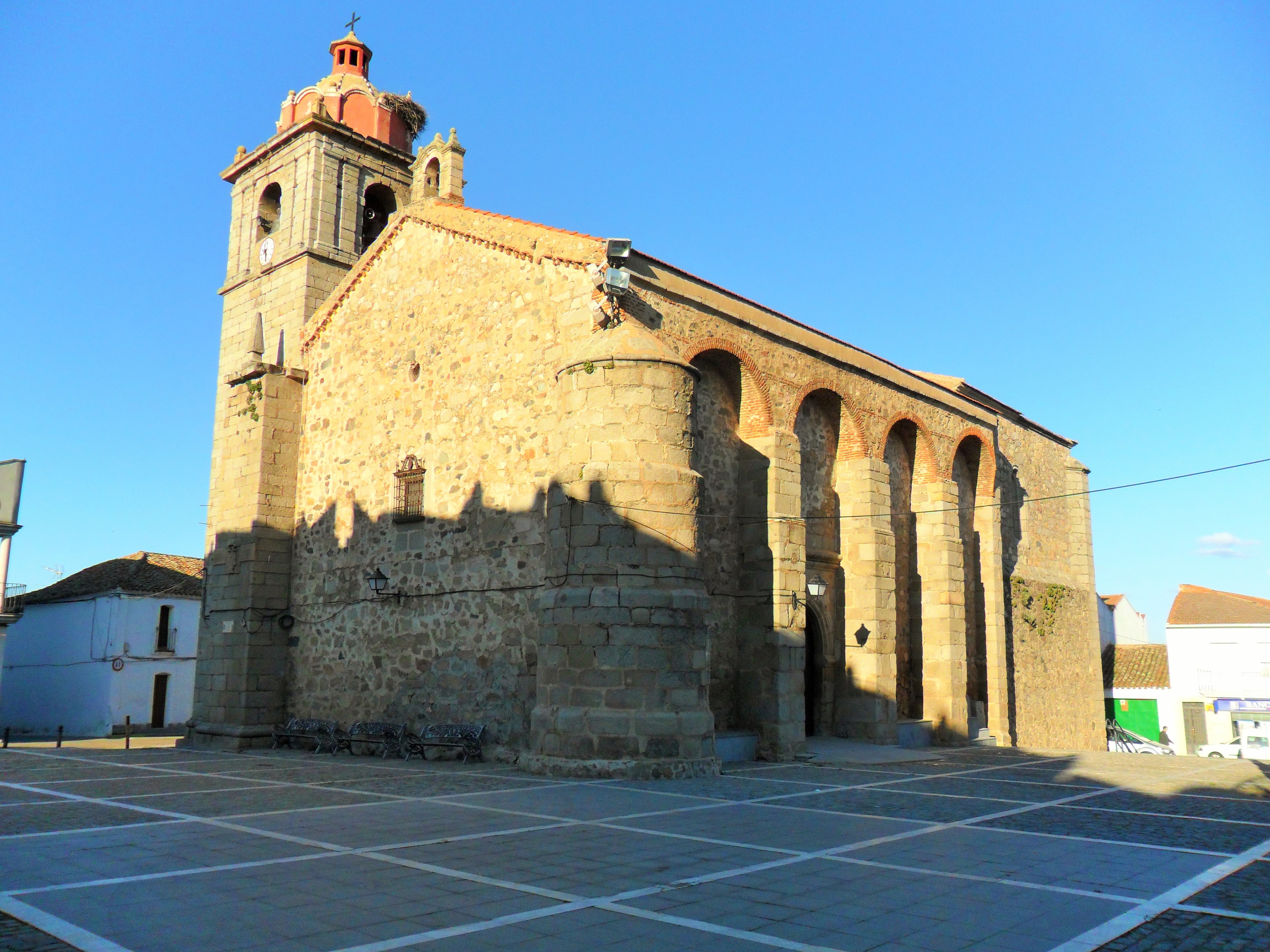
Iglesia parroquial de Nuestra Señora de la Asunción

Iglesia parroquial católica bajo la advocación de Nuestra Señora de la Asunción, en la archidiócesis de Mérida-Badajoz.

## Fiestas

### La Jira
Coincidiendo con el final de la Semana Santa, el martes de Pascua los ciudadanos de Malpartida se concentran en la zona del río Guadalefra para realizar una comida campestre. Normalmente se establecen grupos de gente según su edad, que disfrutan de una comida campestre constituida la mayoría de veces por carnes y alimentos hechos al fuego del campo.

### Romería de San Isidro
Cada 15 de mayo se celebra la tradicional romería de San Isidro Labrador. Es un acontecimiento festivo importante en Malpartida de la Serena. Desde primeras horas se concentran en la plaza y sus alrededores carrozas. Después, todo el pueblo se dirige con la imagen de su Santo hacia la ermita, de construcción reciente y situada en el paraje denominado «dehesa de Malpartida» a 2 km de la localidad. Durante la procesión los romeros entonan canciones populares y religiosas. Tras la misa patronal, se otorgan los premios a las mejores carrozas presentadas. El resto del día se destina al disfrute, de suculentos alimentos típicos de la gastronomía romera (chuletas, tortillas de patatas, huevos rellenos, etc) bajo la sombra de las numerosas encinas que se encuentran en el lugar. Por la noche, el Ayuntamiento organiza una verbena, amenizada por una orquesta.
Todo ello se ve acompañado por una enorme paella campera preparada por el Ayuntamiento, vino de pitarra, jamón de pata negra y queso de La Serena.

### Semana cultural
Celebrada del 15 al 18 de agosto, desde 1995, se realizan actividades como teatro y exposiciones (pictóricas, escultóricas, artesanales, fotográficas, etc.)

### Nuestra Señora de la Asunción
Del 6 al 9 de septiembre son las fiestas del pueblo, dedicadas a su patrona, Nuestra Señora de la Asunción. Durante estos días se produce el retorno de muchos emigrantes, que aprovechan la festividad.

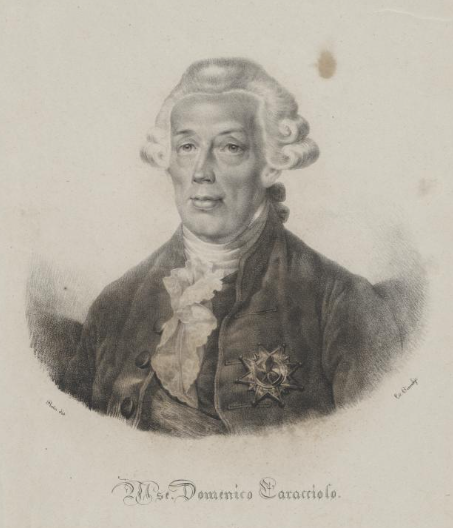
Domenico Caracciolo, personaje ilustre paparuco.

## Personas notables
- Domenico Caraccioloː político y diplomático italiano nacido en este municipio.